# 中部大阪商品取引所
中部大阪商品取引所（ちゅうぶおおさかしょうひんとりひきしょ、Central Japan Commodity Exchange 、略称C-COM）は、かつて存在した商品取引所。

## 沿革
- 2007年1月1日：中部商品取引所と大阪商品取引所が合併し中部大阪商品取引所が発足
- 2008年3月24日：事務所移転（中区丸の内一丁目16番2号）
- 2008年7月31日：大阪センターを廃止
- 2009年3月25日：ニッケル市場上場廃止
- 2009年3月27日：アルミニウム市場立会休止
- 2009年4月10日：TSR20（ゴム市場）立会休止
- 2009年6月1日：軽油（石油市場）立会休止
- 2009年10月13日：金（貴金属市場） 新規上場
- 2009年10月15日：鉄スクラップ市場上場廃止
- 2010年3月1日：鶏卵（畜産物市場）立会休止
- 2010年3月11日：天然ゴム指数市場立会休止
- 2010年5月6日：事務所移転（中区新栄）
- 2010年6月25日：RSS3号（ゴム市場）立会休止
- 2010年7月16日：畜産物、ゴム、アルミニウム及び天然ゴム指数市場廃止
- 2010年10月27日 : 2011年1月末をもって取引所の解散を正式決定[1]
- 2010年11月25日:金（貴金属市場）立会休止
- 2010年12月24日:石油市場立会休止により全ての市場取引を終了
- 2011年1月31日：この日をもって解散

## 取引商品
以下の2市場を開設し、4商品を取り扱っていた。
1. 貴金属市場：金
2. 石油市場：ガソリン、灯油、軽油

- （軽油は取引休止中）